# دودلي سوتون
دودلي سوتون (بالإنجليزية: Dudley Sutton)‏ هو ممثل بريطاني، ولد في 6 أبريل 1933 في المملكة المتحدة، وتوفي في 15 سبتمبر 2018.

## وصلات خارجية
- دودلي سوتون على موقع IMDb (الإنجليزية)
- دودلي سوتون على موقع روتن توميتوز (الإنجليزية)
- دودلي سوتون على موقع ألو سيني (الفرنسية)
- دودلي سوتون على موقع أول موفي (الإنجليزية)
- دودلي سوتون على موقع قاعدة بيانات برودواي على الإنترنت (الإنجليزية)
- دودلي سوتون على موقع قاعدة بيانات الأفلام السويدية (السويدية)
- دودلي سوتون على موقع إن إن دي بي (الإنجليزية)
- دودلي سوتون على موقع قاعدة بيانات الفيلم (الإنجليزية)
- دودلي سوتون على موقع كينوبويسك (الروسية)